# Кузнецова, Раиса Ивановна
Раи́са Ива́новна Кузнецо́ва (укр. Раїса Іванівна Кузнецова; род. 2 февраля 1957 года, Антоновка, Саратовская область) — украинская певица (сопрано). Народная артистка Украины (1993).

## Биография
В 1979 году окончила Киевскую консерваторию (класс Е. Чавдар). С тех пор — солистка Донецкой филармонии. Обладает сильным голосом яркого тембра, музыкальностью, сценичной привлекательностью, чувственностью.
В репертуаре — арии из опер, старинные русские и цыганские романсы, народные и современные песни («Хризантемы», «Очи черные» и т. д.).
Гастролировала в странах СНГ, Европы и Азии.

## Награды
- Орден княгини Ольги III степени (2004);
- Народная артистка Украины (1993);
- Лауреат Республиканского конкурса (1985).